# Donald Macaulay, Baron Macaulay of Bragar
Donald Macaulay, Baron Macaulay of Bragar, QC (* 14. November 1933 in Glasgow; † 12. Juni 2014 in Joppa, Edinburgh) war ein britischer Politiker der Labour-Partei und Mitglied des  House of Lords.

## Politische Karriere
Bei der Parlamentswahl 1970 wurde er für den Wahlkreis Inverness in das Unterhaus gewählt. Die Schwerpunkte seiner politischen Arbeit lagen in Schottischem Recht, Erziehungswesen, Lokalpolitik, Sport und Theater.
Er wurde 1989 als Baron Macaulay of Bragar zum Life Peer erhoben. Er war Sprecher der Opposition für Schottische Angelegenheiten. 